# Ramona Medina
Ramona Medina (Tucumán, 22 de junio de 1977-Buenos Aires, 17 de mayo de 2020) fue una militante feminista argentina de la agrupación villera La Poderosa de Villa 31, situada en la Ciudad Autónoma de Buenos Aires, Argentina. Vivía en condiciones muy precarias con su familia, en una de las aglomeraciones más importantes de la ciudad capital de Argentina. En 2020 fue víctima de la pandemia por COVID-19 y falleció luego de una corta internación en el Hospital Muñiz de su ciudad.

## Militancia
Como referente y activista de su barrio, además de cooperar en el comedor, fue coordinadora de Salud de la Casa de la Mujer en la Villa 31. En el comienzo de la pandemia de la Covid 19 en Buenos Aires, Ramona cobró relevancia en los medios de comunicación masiva por la denuncia de la falta de agua en su barrio lo que impedía mantener los cuidados de higiene básicos para evitar el contagio de COVID-19.

## Consecuencias de la pobreza
Ramona era diabética insulinodependiente, comorbilidad que la incluía en el grupo de riesgo de la pandemia. En mayo de 2020 se contagió el virus SARS-CoV-2. Luego de ser internada en el Hospital Muñiz, falleció el 17 de mayo de 2020 a los 42 años.
Luego de su muerte, numerosas agrupaciones políticas y movimientos sociales se manifestaron para denunciar el grave estado de abandono en el que viven millones de personas en todo el país, condiciones agravadas por la pandemia. Originada en estos reclamos, en junio de 2020 se presentó un proyecto de ley en la Cámara de Diputados de la Nación "Ley Ramona" en reconocimiento de las trabajadoras de merenderos y comedores comunitarios durante la emergencia sanitaria en virtud de la pandemia Covid-19. La ley estableció el pago de una asignación de reconocimiento de carácter no remunerativo consistente en el pago de 5000 pesos argentinos por mes, prolongándose mientras se encuentre vigente en el país la emergencia pública en materia sanitaria. Esta iniciativa se hizo operativa en diciembre de 2020.

## Homenajes
A modo de homenaje, las brigadas sanitarias de la Facultad de Ciencias Exactas de la Universidad Nacional de La Plata llevan el nombre de "Ramona Medina". Las brigadas están integradas por más de 450 estudiantes, docentes, no docentes y profesionales graduados en la Facultad de Ciencias Exactas de la Universidad Nacional de La Plata y su misión es vacunar, elaborar alcohol y barbijos, entre otras acciones sanitarias.
Al cumplirse un año de su muerte, el músico británico Roger Waters la recordó como «una de nuestras heroínas».